# Authentic
"Authentic" é o décimo terceiro álbum de estúdio do rapper estadunidense LL Cool J. O álbum foi lançado em 30 de Abril de 2013, pelas editoras discográficas; S-BRO Music Group e 429 Records. É o seu primeiro álbum desde Exit 13 lançado em 2008 e seu primeiro disco após sua saida da Def Jam. O álbum conta com participações especiais de Fitz and The Tantrums, Eddie Van Halen, Snoop Dogg, Fatman Scoop, Seal, Charlie Wilson, Melody Thornton, Earth, Wind & Fire, Bootsy Collins, Travis Barker, Chuck D, Tom Morello, Z-Trip, Mickey Shiloh, Monica e Brad Paisley.

## Desempenho nas paradas

### Gráficos semanais
| Paradas (2013)                                | Melhor posição |
| --------------------------------------------- | -------------- |
| Estados Unidos (Billboard 200)                | 23             |
| Estados Unidos (Top R&B/Hip Hop Albums)       | 7              |
| Estados Unidos (Billboard Independent Albums) | 4              |
| Suíça (Schweizer Hitparade)                   | 57             |